# Yargo (département)
Yargo est un département et une commune rurale du Burkina Faso, situé dans la province du Kouritenga et la région du Centre-Est. En 2012, le département comptait 14 729 habitants.

## Villages
Le département comprend un village chef-lieu (populations actualisées en 2012) :
- Yargo (392 habitants)

et 18 autres villages :
- Balbzinko (761 habitants)
- Balgo (1 909 habitants)
- Bissiga (741 habitants)
- Bissiga-Peulh (35 habitants)
- Daltenga (1 097 habitants)
- Kamsansin (403 habitants)
- Kanougou  (677 habitants)
- Kokossé-Tandaga (910 habitants)
- Kokossin-Nabikomé (1 169 habitants)
- Lilyala (531 habitants)
- Pissi-Sebgo (975 habitants)
- Poétenga (1 145 habitants)
- Sawadogo (316 habitants)
- Silmiougou-Boumdoundi (1 278 habitants)
- Silmiougou-Peulh (66 habitants)
- Silmiougou-Yarcé (858 habitants)
- Tandadtenga (669 habitants)
- Zanrin (797 habitants)